# Emergency on Planet Earth
Emergency on Planet Earth è l'album di debutto dei Jamiroquai.

## Il disco
Questo album mescola e sovrappone dei forti elementi funk con il genere acid jazz, con testi che affrontano temi ecologisti e sociali. Dall'album sono stati tratti, tra gli altri, i singoli Too Young to Die e Blow Your Mind.

## Tracce
1. When You Gonna Learn – 3:53
2. Too Young to Die – 6:08
3. Hooked Up – 4:38
4. If I Like It, I Do It – 4:55
5. Music of the Mind – 6:25
6. Emergency on Planet Earth – 4:07
7. Whatever It Is, I Just Can't Stop – 4:09
8. Blow Your Mind – 8:34
9. Revolution 1993 – 10:19
10. Didgin' Out – 2:37

### Curiosità
- Nella versione LP europea del 1993, tre tracce sono in versione estesa: When you gonna learn (JK Mix) dura 6:22, Too young to die 10:10 e If I like it, I do it 7:00.

## Classifiche
| Classifica (1993) | Posizione massima |
| ----------------- | ----------------- |
| Australia         | 21                |
| Austria           | 11                |
| Francia           | 7                 |
| Germania          | 17                |
| Italia            | 19                |
| Nuova Zelanda     | 27                |
| Paesi Bassi       | 15                |
| Regno Unito       | 1                 |
| Svezia            | 13                |
| Svizzera          | 5                 |